# شهرستان سردنئاختوبینسکی
شهرستان سردنئاختوبینسکی (به لاتین: Sredneakhtubinsky District) یک شهرستان در روسیه است که در استان ولگوگراد واقع شده‌است.